# Tom Waldsteiner
Tom Laszlo Waldsteiner (15 de mayo de 2002) es un deportista alemán que compite en saltos de plataforma. Ganó una medalla de plata en el Campeonato Europeo de Natación de 2024, en la prueba de plataforma 10 m sincro mixto.

## Palmarés internacional
| Campeonato Europeo | Campeonato Europeo | Campeonato Europeo | Campeonato Europeo           |
| Año                | Lugar              | Medalla            | Prueba                       |
| ------------------ | ------------------ | ------------------ | ---------------------------- |
| 2024               | Belgrado (Serbia)  | Medalla de plata   | Plataforma 10 m sincro mixto |